# 高尾梅郷

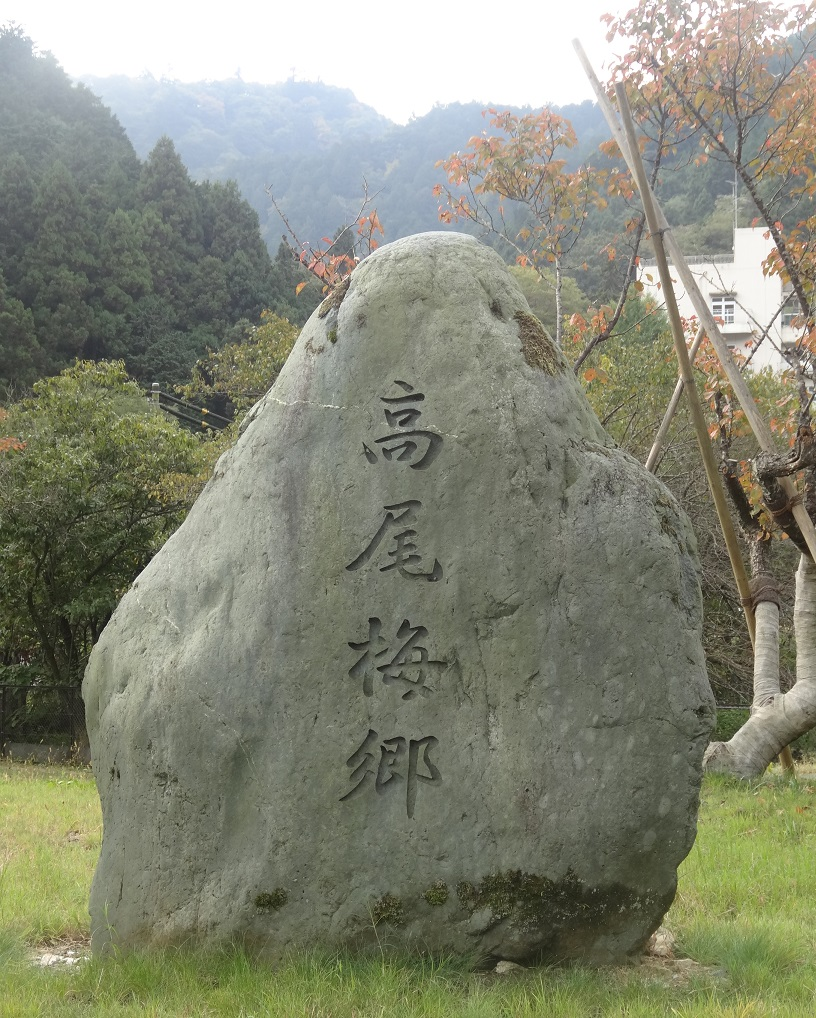
高尾梅郷碑

高尾梅郷（たかおばいごう）は、東京都八王子市にある梅園。

## 概要
1964年（昭和39年）4月に旧甲州街道当時点在していた梅を観光地化するために高尾梅郷協会を設立し、庭や畑に植樹したことがはじまりである。旧甲州街道（東京都道・神奈川県道516号浅川相模湖線）と小仏川沿いに所在する遊歩道梅林・関所梅林・天神梅林・荒井梅林・湯の花梅林・木下沢梅林・小仏梅林をまとめて高尾梅郷としている。約1万本の梅が植えられている。毎年3月には「高尾梅郷梅まつり」が開催が開催されている。